# Survivre avec les loups
Survivre avec les loups (Brasil: Sobrevivendo com Lobos / Portugal: Sobreviver com os Lobos) é um filme de drama francês lançado em 2007. O filme é uma adaptação da história Survivre avec les loups, de Misha Defonseca.

## Sinopse
A história se passa na capital belga Bruxelas, em 1942, quando a Segunda Guerra Mundial se intensifica e poderio alemão invade todos os territórios. Nesse cenário conhecemos uma garota de apenas sete anos de idade, Misha, que tem dois objetivos: escapar dos nazistas e encontrar seus pais. É assim que ela se lança numa jornada em que experimenta, sozinha, o desespero da guerra. Mas eis que a menina é adotada por uma família de lobos. Ainda que isso possa parecer impossível ou inimaginável, surge de fato um grande amor e sentido de proteção entre os animais e a garota. Nem tudo será fácil para Misha, mas graças aos lobos ela aprende a sobreviver para prosseguir com sua busca.,

## Elenco
- Mathilde Goffart: Misha
- Yaël Abecassis: Gerusha
- Guy Bedos: jean
- Michèle Bernier: Marthe
- Benno Fürmann: Reuven
- Anne-Marie Philipe : Madame Valle
- Franck de la Personne : M. Valle
- Marie Kremer: Janine
- Eléna Brézillon: Une écolière